# Thomas Thynne (5e marquis de Bath)
Thomas Henry Thynne (15 juillet 1862 - 9 juin 1946) est un propriétaire terrien britannique et un homme politique conservateur. Il occupe un poste ministériel en tant que Sous-secrétaire d'État à l'Inde en 1905 et maître du cheval entre 1922 et 1924. Il est également impliqué dans la politique locale et est président du conseil du comté de Wiltshire entre 1906 et sa mort en 1946.

## Jeunesse et éducation
Connu sous le titre de courtoisie de vicomte Weymouth depuis sa naissance, il est né à The Stable Yard, St James's, Londres, le fils aîné de John Thynne (4e marquis de Bath), et de l'honorable Frances Isabella Isabella Catherine Vesey, fille de Thomas Vesey (3e vicomte de Vesci). Il fait ses études au Collège d'Eton et au Balliol College d'Oxford  obtenant en 1886 un baccalauréat ès arts (BA) et en 1888 un diplôme de maîtrise ès arts (MA) .

## Carrière politique
Lord Weymouth siège comme député de Frome entre 1886 et 1892 et de 1895 à 1896, lorsqu'il succède à son père comme marquis et entre à la Chambre des lords . Il sert sous Arthur Balfour comme Sous-secrétaire d'État à l'Inde entre janvier et décembre 1905. Il est nommé Lord Lieutenant du Somerset en 1904 et président du Conseil du comté de Wiltshire en 1906, et occupe les deux postes simultanément jusqu'à sa mort en 1946 .
Il est fait chevalier de la jarretière en 1917. Il revient au gouvernement en 1922, lorsque Bonar Law le nomme maître du cheval. Il est admis au Conseil privé en même temps. Il occupe ce poste jusqu'à la chute du gouvernement conservateur en janvier 1924, la dernière année sous la présidence de Stanley Baldwin .
Il est également lieutenant-colonel du Royal Wiltshire Yeomanry et colonel honoraire de ce régiment et du 4e bataillon du Somerset Light Infantry. En 1937, il est nommé Pro-Chancelier de l'Université de Bristol .

## Famille

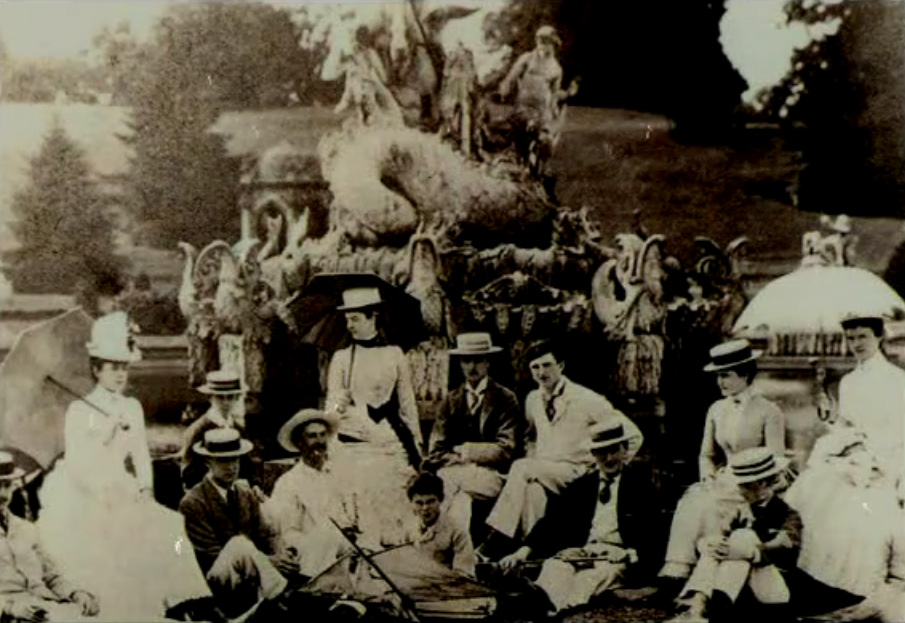
Une fête à la maison à Witley Court à la fin des années 1880, le 5e marquis de Bath assis 5e depuis la droite, à côté de Violet Mordaunt (fille de Harriet Mordaunt) qu'il épouse plus tard

Le 19 avril 1890, il épouse Violet Caroline Mordaunt, fille de Harriet, Lady Mordaunt. Au moment de la naissance de Violet, sa mère est l'épouse de Sir Charles Mordaunt (10e baronnet) (en), mais elle serait la fille illégitime du Lowry Cole (4e comte d'Enniskillen), qui a ensuite été codéfendeur dans une action en divorce . Ils ont cinq enfants: 
- Alice Kathleen Violet Thynne (1891–1977), épouse le lieutenant-colonel Oliver Stanley, fils d'Edward Stanley, 4e baron Sheffield.
- Emma Margery Thynne (1893–1980), mariée en 1921 (div 1942) à William Compton (6e marquis de Northampton).
- Alexander Thynne, 9e vicomte Weymouth (1895-1916), tué pendant son service actif en tant que sous- lieutenant dans les Royal Scots Greys à Hulluch dans le nord-est de la France (près de Loos). Il est enterré au cimetière britannique de Vermelles [7].
- Mary Beatrice Thynne (1903-1974), épouse d'abord Charles Wilson, 3e baron Nunburnholme. Elle se remarie avec Ulick Alexander (en). Elle est demoiselle d'honneur lors du mariage du prince Albert, duc de York et de Lady Elizabeth Bowes-Lyon le 3 mai 1923 [8].
- Henry Thynne (1905–1992)

Violet Caroline Mordaunt est décédée en mai 1928, à l'âge de 59 ans. Thomas Thynne a payé pour la construction d'une salle des fêtes à Horningsham, près du siège de la famille à Longleat, en souvenir d'elle . Il est resté veuf jusqu'à sa mort en juin 1946, à l'âge de 83 ans.